# Huzūrābād
Huzūrābād är en ort i Indien.   Den ligger i distriktet Karīmnagar och delstaten Telangana, i den centrala delen av landet, 1 200 km söder om huvudstaden New Delhi. Huzūrābād ligger 270 meter över havet och antalet invånare är 37 665.
Terrängen runt Huzūrābād är platt. Runt Huzūrābād är det tätbefolkat, med 383 invånare per kvadratkilometer. Det finns inga andra samhällen i närheten. Trakten runt Huzūrābād består till största delen av jordbruksmark.